# Pterolophia teocchii
Pterolophia teocchii är en skalbaggsart som beskrevs av Stefan von Breuning 1970. Pterolophia teocchii ingår i släktet Pterolophia och familjen långhorningar. Inga underarter finns listade i Catalogue of Life.